# Radlseehütte

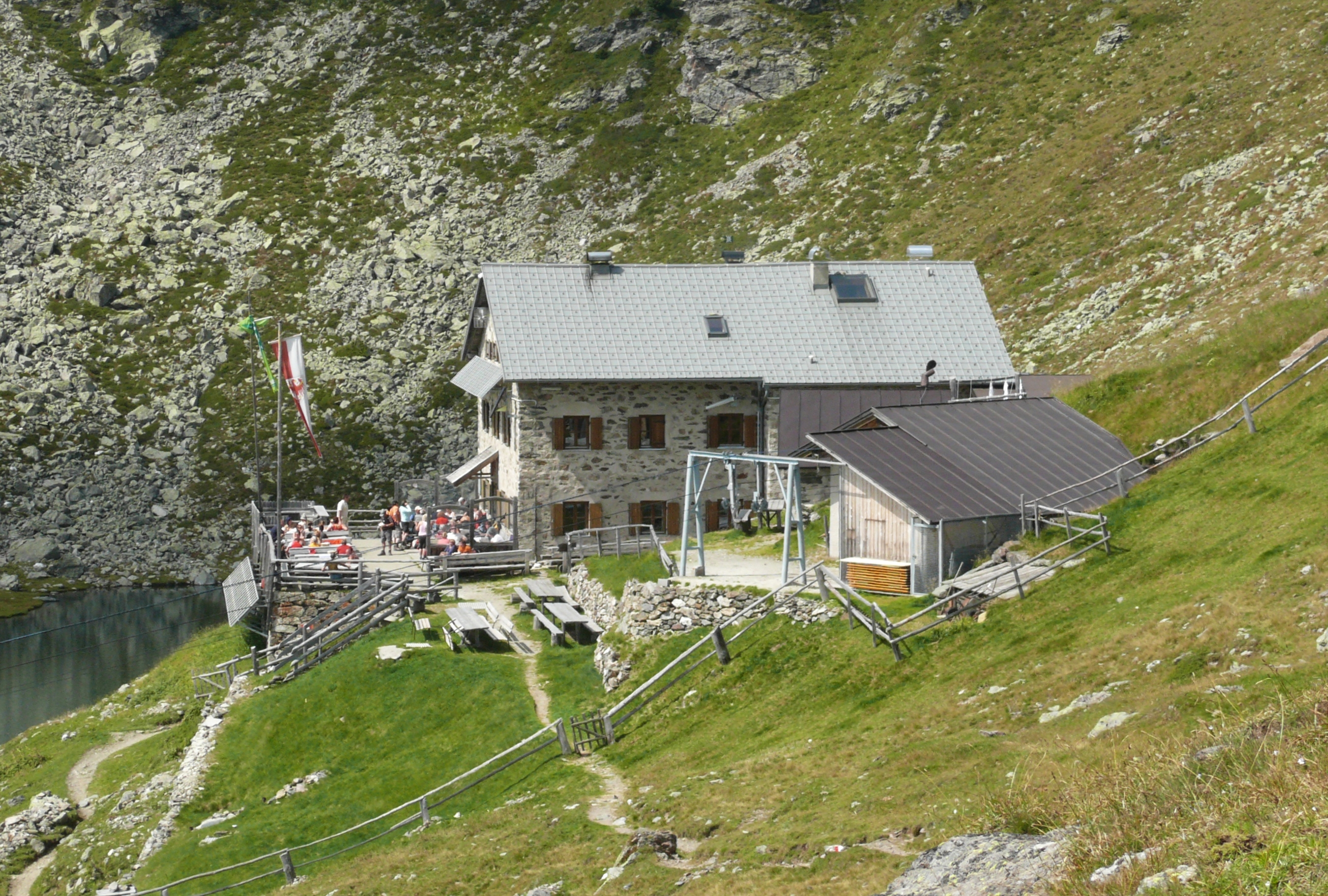
Radlseehütte (foto: Bernd Haynold)

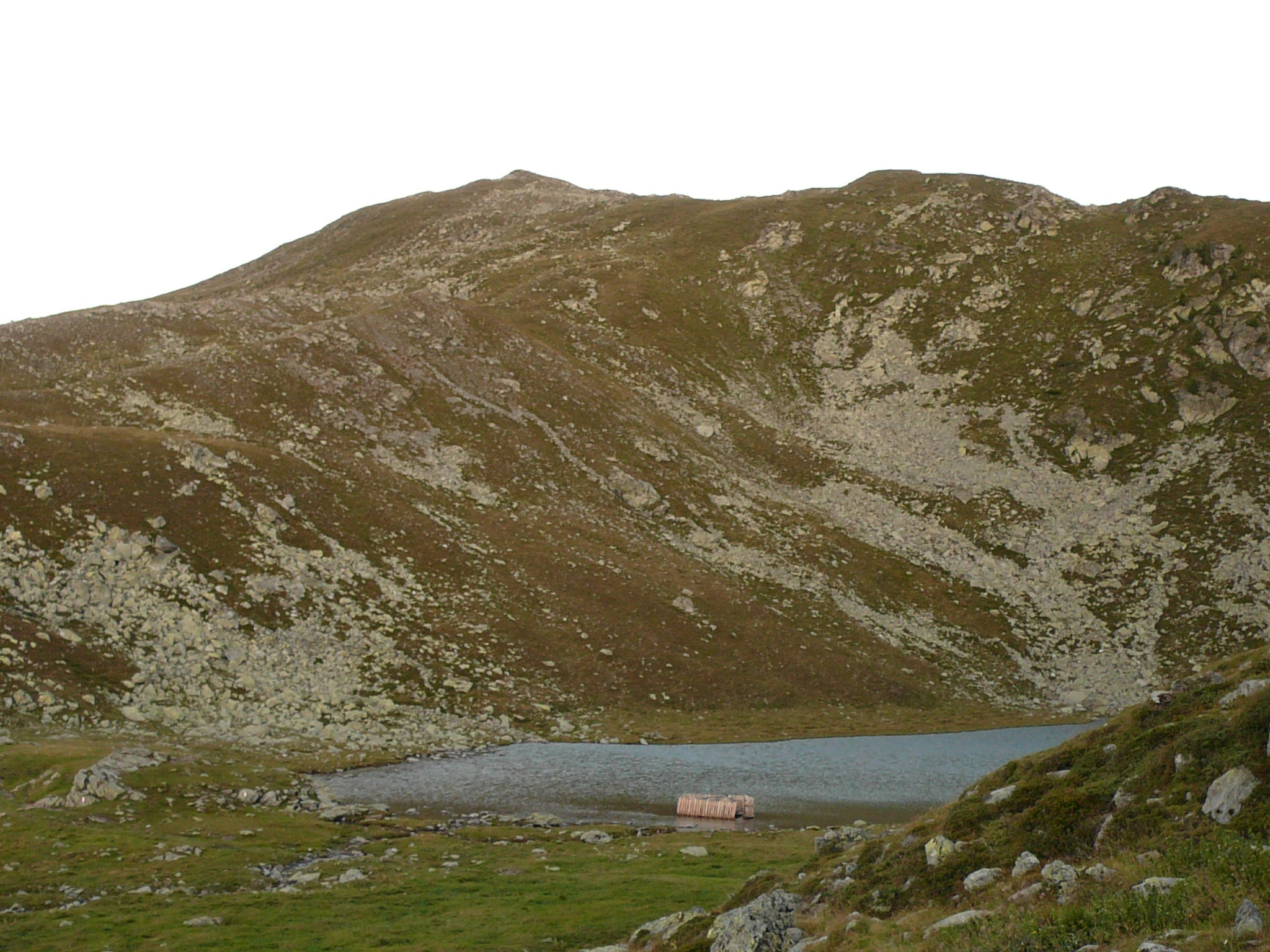
De Königsangerspitze met de Radlsee nabij de Radlseehütte

De Radlseehütte (Italiaans: Rifugio Lago Rodella) is een berghut in de Sarntaler Alpen in de Italiaanse provincie Zuid-Tirol.
De hut ligt ten westen van Brixen nabij de bergtop van de Königsangerspitze (Monte Pascolo) (2439 meter), nabij de Radlsee (Lago Rodella). De Radlseehütte is eigendom van de sectie Brixen van de Alpenverein Südtirol (AVS). Het voedsel en overige benodigdheden worden middels een kabelbaan naar de hut getransporteerd.
De Radlseehütte staat op de plek waar de Brixener Anton Mayr in 1912 begon met de bouw van een privaat uitgebate berghut, die hij in 1913 voltooide. De familie Mayr stopte met de uitbating toen de vrouw van Mayr naar Duitsland emigreerde. Gedurende de Tweede Wereldoorlog werd de hut verlaten en uiteindelijk door brand verwoest. De bouw van de nieuwe hut begon in 1954, totdat de nieuwe Radlseehütte op 29 juli 1956 werd geopend. De top van de huisberg van de Radlseehütte, de Königsangerspitze, is in ongeveer een half uur vanaf de hut bereikbaar.